# Mohammed Salisu

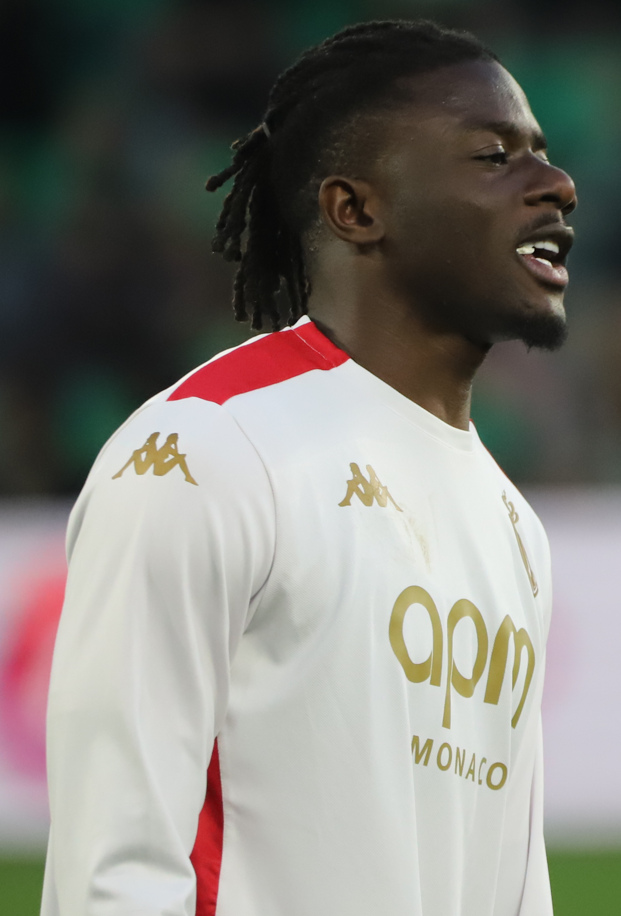
Salisu em 2025.

Mohammed Salisu Abdul Karim (Kumasi - 17 de abril de 1999) é um futebolista profissional ganense que joga como zagueiro do Monaco, clube da Ligue 1, e da seleção de Gana .

## Carreira
Iniciou sua carreira no juvenil local Kumasi Barcelona Babies antes de ingressar na West African Football Academy em 2013. Ele deixou o último por motivos pessoais em 2015, e então permaneceu mais de um ano sem clube antes de impressionar em um teste na recém-formada filial de Nsawam da African Talent Football Academy em março de 2017. Em outubro de 2017, ingressou nas categorias de base do Real Valladolid, começou sua carreira no Valladolid, atuando pelo time reserva antes de fazer sua estreia na equipe principal em 2019. Ele fez 34 partidas pelo clube antes de ingressar no Southampton por £ 10,9 milhões em 2020.
Em 21 de setembro de 2021, marcou seu primeiro gol profissional pelo Southampton contra o Sheffield United na EFL Cup, que terminou em 2–2 em tempo integral antes de Southampton avançar por 4–2 nos pênaltis. Em 28 de dezembro de 2021, cometeu um pênalti e recebeu um cartão vermelho após receber seu segundo cartão amarelo por uma falta sobre Son Heung-Min, com o jogo contra o Tottenham terminando com um empate de 1–1.
Em novembro de 2019, foi convocado pela primeira vez para a seleção principal de Gana, após ser convocado por Kwesi Appiah para a convocação para as eliminatórias da Copa das Nações Africanas de 2021, contra a África do Sul e São Tomé e Príncipe . Ele retirou-se do time com lesões.
Fez sua estreia pelo Gana em 23 de setembro de 2022, como substituto no segundo tempo em uma derrota por 3 a 0 em um amistoso contra o Brasil . Em 17 de novembro de 2022, Salisu marcou seu primeiro gol em um amistoso contra a Suíça, que Gana venceu por 2–0. Foi convocado para a Copa de 2022 e fez um dos gols na vitória de Gana por 3 a 2 em cima da Coreia do Sul.